# Sapanbağları (Pendik)
Sapanbağları est un quartier du district de Pendik de la métropole d'Istanbul.